# 胡颜立
胡颜立（1900年—1980年），原名胡卓，男，江苏无锡人，中国教育学家，曾任南京师范学院教育系副系主任、总务长，第五届全国政协委员。
1935年任四川省立实验小学（成都市实验小学）首位校长。
1956年加入中国共产党，之后当选为中国民主促进会中央委员、江苏省委员会副主任委员。历任全国第五届政协委员、江苏第二至五届政协常委、南京市第一届人大代表等职。